# Máté Lékai
Máté Lékai (Budapest, 16 de junio de 1988) es un jugador de balonmano húngaro que juega de central en el Ferencvárosi TC. Es internacional con la selección de balonmano de Hungría.
Su primer gran campeonato con la selección fue el Campeonato Mundial de Balonmano Masculino de 2011.

## Palmarés

### RK Celje
- Liga de balonmano de Eslovenia (1): 2014
- Copa de Eslovenia de balonmano (2): 2013, 2014

### Veszprém
- Liga húngara de balonmano (4): 2015, 2016, 2017, 2019
- Copa de Hungría de balonmano (6): 2015, 2016, 2017, 2018, 2021, 2022
- Liga SEHA (5): 2015, 2016, 2020, 2021, 2022

## Clubes
- PLER KC (2004-2010)
- SC Pick Szeged (2010-2012)
- RK Celje (2012-2014)
- MKB Veszprém (2014-2022)
- Ferencvárosi TC (2022- )